# Idioma hurrita
Hurrita es el nombre que se usa por lo general para el idioma de los hurritas, un pueblo que llegó al norte de Mesopotamia alrededor del 2300 a. C. y que prácticamente había desaparecido hacia el 1000 a. C. El hurrita fue el idioma del reino Mitanni en Mesopotamia Septentrional y probablemente se habló al menos al comienzo de los asentamientos hurritas en Siria. Se cree que los hablantes de este idioma llegaron de las montañas de Armenia y se expandieron por el sureste de Anatolia y el norte de Mesopotamia a comienzos del segundo milenio antes de Cristo.

Los centros más importantes donde se hablaba era la capital Wassukanni y las ciudades Taite, Nuzi, Qatna y Alalach, así como la capital del reino hitita, Hattuša.

## Aspectos históricos, sociales y culturales

### Dialectos
El hurrita de la carta de Mitani se diferencia claramente de los textos de Hattuša. Mientras que en Mitani se diferencian i y e así como u y o, en el hurrita de Hattuša ambos se funden en i y u. También hay diferencias en la morfología. Aun así, se asume que los diferentes dialectos pertenecían a la misma lengua. Se sabe de una lengua mezclada entre el hurrita y el acadio en Nuzi, una ciudad en la provincia de Mitani de Arrapha y en Qatna en Siria.

### Historia del idioma
Los textos más antiguos que se tiene del hurrita son nombres de personas y topónimos del final del tercer milenio antes de Cristo. Los primeros textos son del tiempo del rey Tishatal de Urkesh (comienzos del segundo milenio a. C.). Los arqueólogos hallaron numerosas épicas, juramentos, textos de predicciones y cartas en Hattuša, Mari, Tuttul, Babilonia, Ugarit y otros sitios. Sin embargo, el texto más importante para entender el idioma ha sido una larga carta (la carta de Mitani) que se halló en Amarna, Egipto. El rey hurrita Tushratta la había escrito al faraón Amenhotep III.
A partir del siglo XIV a. C. comienzan a penetrar al territorio hurrita desde el norte y oeste los hititas y algo después desde el este y el sur los asirios hasta que ambas potencias terminaron por dividirse por completo el territorio hurrita. Las invasiones de los pueblos del mar en el siglo XII a. C. llevaron a más cambios políticos. Otros idiomas escritos como el hitita y el ugarítico se extinguieron. A partir de ese tiempo solo hay indicios del hurrita en nombres de personas y topónimos que se hallan en textos en acadio o en urarteo. Es por eso que no se sabe si el hurrita aun existió un tiempo más como idioma hablado.

## Descripción lingüística

### Relaciones con otros idiomas
El único idioma del que se conoce una conexión clara con el hurrita es el antiguo  urartiano, un idioma que se habló a comienzos y mitad del primer milenio antes de Cristo en un territorio que iba del lago de Sewan, al lago de Van y al lago de Urmia.
Se han sugerido relaciones con otros idiomas como el eteochipriota, sobre el chipriominoico así como sobre el casita. También se considera posible una relación con los idiomas del noreste del Cáucaso, aunque esto no se ha podido probar. La razón estriba en la gran variedad de esta familia, lo que dificulta la reconstrucción del idioma madre. Además, es difícil comparar una familia lingüística extinta hace unos 2500 años con una de la que no hay registros tan antiguos.

### Numerales
Aparte del numeral indeterminado šūi (cada uno) se conocen los cardinales del 1 al 10 así como algunos otros números mayores. Los números ordinales se construyen con el sufijo -(š)še o -ši que se convierte tras /n/ en -ze y -zi. La siguiente tabla da una impresión de los números básicos:
|          | 1           | 2     | 3     | 4        | 5       | 6    | 7        | 8          | 9     | 10     | 13 o 30 | 17 o 70   | 18 o 80  | 10000 | 30000     |
| -------- | ----------- | ----- | ----- | -------- | ------- | ---- | -------- | ---------- | ----- | ------ | ------- | --------- | -------- | ----- | --------- |
| Cardinal | šukko, šuki | šini  | kike  | tumni    | nariya  | šeše | šinti    | kiri, kira | tamri | ēmani  | kikmani | šintimani | kirmani  | nupi  | kike nupi |
| Ordinal  | ?           | šinzi | kiški | tumnušše | narišše | ?    | šintišše | ?          | ?     | ēmanze | ?       | ?         | kirmanze | ?     | ?         |

Aquellas casillas con ? se refieren a palabras que se desconocen.
Los números distributivos tienen el sufijo -ate o kikate (cada tres), tumnate (cada cuatro). El sufijo -āmḫa produce números múltiplos como šināmḫa (dos veces), ēmanāmḫa (diez veces). Todas las palabras de números cardinales terminan en una vocal que desaparece cuando aparecen determinadas terminaciones.

### Vocabulario
El vocabulario conocido del hurrita es muy homogéneo, es decir, contiene pocos préstamos (p.e. tuppi (tablilla de arcilla), Mizri (Egipto) ambos del acadio). Los dialectos acadios vecinos tomaron numerosas palabras del hurrita como ḫāpiru (nómada) del hurrita ḫāpiri, de donde procedería el término: 'hebreos'; el vocablo del hurrita: 'Ugri', con el significado de: 'pie', estaría vinculado al sánskrit: 'Ugra', y al francés: 'Ogre', de donde proviene el español: 'Ogro', una variante de: 'Bigfoot'. Es posible que haya préstamos en idiomas caucásicos, pero no se puede probar ya que no hay escritos en idiomas caucásicos que se remonten a los tiempos hurritas. Por eso no se puede determinar cuál es el idioma que originó estas palabras parecidas.

#### Morfología verbal
La morfología de los verbos hurritas es muy compleja, aunque solo se usan sufijos (divididos aquí con "-") y clíticos (diferenciados por un "=").  Las formas transitivas e intransitivas se muestran con claridad. Solo los verbos transitivos requieren la congruencia con el sujeto en persona y número. El objeto directo y el sujeto intransitivo se expresan, si no aparecen en forma de substantivo, como pronombres personales clíticos. Algunos sufijos son: -an(n) (causativo), -ant (probablemente aplicativo) y -ukar (reciprocidad).